# Estalagmómetro
El estalagmómetro es un aparato de medida de la tensión superficial. Consta de un depósito conectado a un tubo capilar por el que se dejan caer gotas que se pesan. La ley de Tate establece que si los pesos de las gotas de los líquidos 1 y 2 son {\displaystyle p_{1}} y {\displaystyle p_{2}}, y sus tensiones superficiales son {\displaystyle \gamma _{1}} y {\displaystyle \gamma _{2}}, entonces se cumple que 
{\displaystyle {p_{1} \over p_{2}}={\gamma _{1} \over \gamma _{2}}}
de manera que, en principio, basta medir la tensión superficial de un líquido (por ejemplo el 1) de referencia mediante otro método, para con el estalagmómetro, medir la tensión superficial de cualquier otro.

## Ley de Tate

Un diseño de estalagmómetro

En 1864, Thomas T. Tate estudió el desprendimiento de una gota de un tubo capilar. Tate concluyó que en dicho desprendimiento el peso {\displaystyle p} de la gota iguala a la fuerza de la tensión superficial. Dicha fuerza es el producto del perímetro del estrechamiento, que es {\displaystyle 2\pi r}, por la tensión superficial {\displaystyle \gamma }. Por tanto
{\displaystyle p=2\pi r\gamma }.
El radio {\displaystyle r} es difícil de medir directamente, pero suponemos que es proporcional a {\displaystyle R}, es decir
{\displaystyle k\equiv {r \over R}}
es independiente del líquido. Entonces,
{\displaystyle p=2\pi kR\gamma },
de donde se deduce inmediatamente la primera igualdad de este artículo.
En la práctica no se pesa una gota, sino un gran número (conocido) de ellas, lo que permite utilizar balanzas de menor precisión y compensar errores accidentales que podrían aparecer al pesar una sola gota. O, con más frecuencia, se conocen las densidades {\displaystyle \rho _{1}} y {\displaystyle \rho _{2}} de cada líquido, se deja gotear el mismo volumen {\displaystyle V} de cada líquido en el estalagmómetro, y entonces:
{\displaystyle {\rho Vg \over n}=2\pi kR\gamma },
donde {\displaystyle g} es la aceleración de la gravedad y {\displaystyle n} es el número de gotas. Al escribir esta última la igualdad para los líquidos 1 y 2 se obtiene que la relación entre sus tensiones superficiales es:
{\displaystyle {\gamma _{1} \over \gamma _{2}}={\rho _{1} \over \rho _{2}}{n_{2} \over n_{1}}}.
Un análisis más detenido del desprendimiento muestra que la ley de Tate es aproximada. Una de las primeras mejoras fue la proporcionada por Harkins y Brown en 1919. En la actualidad el método sigue refinándose.